# Франц Брандт
Франц Брандт (нім. Franz Brandt; 13 лютого 1893, Мінден — 1954, Ессен) — німецький льотчик-ас, лейтенант Імперської армії.

## Біографія
Вступив добровольцем до армії у серпні 1914 року. Служив спочатку у 58-му фузилерному артилерійському полку. В липні 1915 року перейшов в авіацію. Пройшовши необхідну підготовку був направлений 14-ту бойову ескадрилью, яка входила до складу 3-ї бойової ескадри. У грудні 1916 року переведений в 2-гу охоронну, а 2 лютого 1917 року — в 19-ту винищувальну ескадрилью, у рядах якої здобув дві перемоги. 31 грудня 1917 року перейшов у 27-му винищувальну ескадрилью, де здобув три перемоги. 27 червня 1918 року переведений в 26-ту винищувальну ескадрилью на посаду командира ескадрильї. Обіймав цю посаду до закінчення війни. На його рахунку 10 офіційних та 3 непідтверджені перемоги.

## Нагороди
- Залізний хрест 2-го і 1-го класу
- Королівський орден дому Гогенцоллернів, лицарський хрест з мечами
- Почесний хрест ветерана війни з мечами